# Dan White
Pour l'acteur américain, voir Dan White (acteur).
Pour les articles homonymes, voir White.
Daniel James White (2 septembre 1946 – 21 octobre 1985) est « superviseur » (board supervisor) de San Francisco de janvier à novembre 1978, lorsqu'il démissionne de son siège à la suite de problèmes financiers. Le 27 novembre 1978, White assassine le maire George Moscone et le superviseur et militant gay Harvey Milk à la mairie de San Francisco de plusieurs balles à l'aide de son arme personnelle.
Dan White est arrêté immédiatement après les assassinats. Son procès, qui se tient en 1979, est célèbre dans les annales judiciaires américaines pour la « défense du Twinkie » (Twinkie defense). Les avocats de Dan White arguent que ce dernier est dépressif, s'appuyant notamment sur le fait qu'il a changé ses habitudes alimentaires, consommant plus de malbouffe. Cette défense est perçue par l'opinion publique comme l'invocation d'une consommation excessive de sucreries pour expliquer le comportement irrationnel de Dans White. Un Twinkie est une gourmandise populaire aux États-Unis.
Le 21 mai 1979, le jury populaire déclare Dan White coupable d'homicide, malgré l'évidente préméditation qui aurait dû faire qualifier le crime d'assassinat, et le condamne à sept ans et huit mois de prison. La communauté gay de San Francisco réagit violemment à l'annonce du verdict et des émeutes éclatèrent, notamment dans le quartier du Civic Center. La police réprime sévèrement les violences par ce que certains dénoncent alors comme une « invasion » du quartier rose de Castro, dont Harvey Milk était une figure légendaire. Cet épisode de l'histoire de San Francisco est tristement désigné par White Night riots (les « émeutes de la nuit White », jeu de mots avec « white night », « nuit blanche »).
Dan White passe cinq ans à la prison d'État de Soledad, avant d'être amnistié et remis en liberté le 6 janvier 1984. Craignant qu'il soit victime d'un acte de vengeance, l'administration pénitentiaire californienne le relocalise à Los Angeles, où il passe un an en liberté conditionnelle. Au terme de cette année, Dan White exprime publiquement son désir de revenir à San Francisco. La mairesse Dianne Feinstein publie alors un communiqué où elle demande expressément à Dan White de ne pas rentrer, ce qu'il ignore.
De retour à San Francisco, Dan White fait face à des conditions difficiles et doit notamment élever un enfant handicapé né de visites conjugales pendant son incarcération.
Le 21 octobre 1985, moins de deux ans après sa libération de prison, Dan White se suicide par asphyxie au monoxyde de carbone dans le garage de sa femme. Il n'a jamais exprimé de regrets publics pour le double meurtre qu'il a commis.